# Ренат Дадашов
Ренат Олег огли Дадашов (азерб. Renat Oleq oğlu Dadaşov; нар. 17 травня 1999, Рюдесгайм-ам-Райн, Німеччина) — азербайджанський футболіст, нападник національної збірної Азербайджану.

## Клубна кар'єра
Ренат Дадашов народився у Німеччині у родині вихідців з Азербайджану. Футболом займався у спортивних школах німецьких клубів «Айнтрахт» з Франкфурта та «РБ Лейпциг». Професійну кар'єру Дадашов починав у португальському клубі «Ештуріл-Прая». У сезоні 2018/19 Дадашов перейшов до англійського «Вулвергемптон Вондерерз». Та у стані «вовків» футболіст не провів жодного матчу, а майже одразу відправився до Португалії в оренду у клуб «Пасуш-де-Феррейра». Згодом ще була оренда у швейцарський «Грасгоппер», де футболіст також не зіграв жодного матчу.
Влітку 2021 року Дадашов знову відправився до Португалії. Цього разу орендний договір з гравцем уклав клуб «Тондела».

## Збірна
Свою міжнародну кар'єру Дадашов починав у юнацьких збірних Німеччини. У збірній Німеччини (U-17) він брав участь у юнацькому чемпіонату Європи,  що проходив у Баку. 4 вересня 2017 року у матчі відбору до чемпіонату світу 2018 року проти команди Сан-Марино Ренат Дадашов дебютував у національній збірній Азербайджану.
Німецьке видання «Більд» опублікувало інформацію, що за згоду виступати за збірну Азербайджану Ренат Дадашов отримав від місцевої федерації футболу квартиру і один мільйон доларів. Сам Дадашов назвав це плітками.

## Особисте життя
Старший брат Рената Руфат Дадашов також професійний футболіст і є гравцем американського клубу «Фінікс Райзінг».